# Video Scrapbook
Pour plus de détails, voir Fiche technique et Distribution.
Video Scrapbook est un film américain réalisé par Hart Perry, sorti en 1987. Ce film documente des concerts d'Aerosmith filmés durant les tournées américaines 1976 et 1978, plus quelques vidéo-clips inédits de la même période.

## Fiche technique
- Titre : Video Scrapbook
- Réalisation : Hart Perry
- Production : David Krebs et Steven Leber
- Société de production : Contemporary Communications Corporation
- Pays de production :  États-Unis
- Genre : Film musical
- Durée : 58 minutes
- Date de sortie : 
  - États-Unis : 1987

## Liste des titres
1. Toys in the Attic
2. Same Old Song and Dance
3. Chip Away the Stone
4. Draw the Line
5. Dream On
6. Sweet Emotion
7. Chiquita
8. Lighting Strike
9. Walk This Way
10. Adam's Apple
11. Train Kept a Rollin'